# Municipio de Cheney's Grove
El municipio de Cheney's Grove (en inglés: Cheney's Grove Township) es un municipio ubicado en el condado de McLean en el estado estadounidense de Illinois. En el año 2010 tenía una población de 997 habitantes y una densidad poblacional de 10,54 personas por km².

## Geografía
El municipio de Cheney's Grove se encuentra ubicado en las coordenadas 40°26′22″N 88°30′39″O / 40.43944, -88.51083. Según la Oficina del Censo de los Estados Unidos, el municipio tiene una superficie total de 94.56 km², de la cual 94,42 km² corresponden a tierra firme y (0,14 %) 0,13 km² es agua.

## Demografía
Según el censo de 2010, había 997 personas residiendo en el municipio de Cheney's Grove. La densidad de población era de 10,54 hab./km². De los 997 habitantes, el municipio de Cheney's Grove estaba compuesto por el 97,89 % blancos, el 0,3 % eran afroamericanos, el 0,4 % eran amerindios, el 0,1 % eran asiáticos, el 0,3 % eran de otras razas y el 1 % eran de una mezcla de razas. Del total de la población el 1,91 % eran hispanos o latinos de cualquier raza.